# العلاقات الكوستاريكية المصرية
العلاقات الكوستاريكية المصرية هي العلاقات الثنائية التي تجمع بين كوستاريكا ومصر.

## مقارنة بين البلدين
هذه مقارنة عامة ومرجعية للدولتين:
| وجه المقارنة                                              | كوستاريكا                                 | مصر           |
| --------------------------------------------------------- | ----------------------------------------- | ------------- |
| المساحة (كم2)                                             | 51.10 ألف                                 | 1.01 مليون    |
| عدد السكان (نسمة)                                         | 4.91 مليون                                | 94.80 مليون   |
| الكثافة السكانية (ن./كم²)                                 | 96.09                                     | 93.86         |
| العاصمة                                                   | سان خوسيه                                 | القاهرة       |
| اللغة الرسمية                                             | اللغة الإسبانية                           | اللغة العربية |
| العملة                                                    | كولون كوستاريكي                           | جنيه مصري     |
| الناتج المحلي الإجمالي (بليون دولار)                      | 57.06 مليار                               | 235.37 مليار  |
| الناتج المحلي الإجمالي (تعادل القوة الشرائية) بليون دولار | 74.98 مليار                               | 998.67 مليار  |
| الناتج المحلي الإجمالي الاسمي للفرد دولار أمريكي          | 11.26 ألف                                 | 3.61 ألف      |
| الناتج المحلي الإجمالي للفرد دولار أمريكي                 | 14.92 ألف                                 |               |
| مؤشر التنمية البشرية                                      | 0.766                                     | 0.690         |
| رمز المكالمات الدولي                                      | +506                                      | +20           |
| رمز الإنترنت                                              | .cr، قائمة نطاقات المستوى الأعلى للإنترنت | .eg، .مصر     |
| المنطقة الزمنية                                           | 00                                        | ت ع م+02:00   |

## منظمات دولية مشتركة
يشترك البلدان في عضوية مجموعة من المنظمات الدولية، منها:
| علم المنظمة | اسم المنظمة                               | تاريخ انضمام كوستاريكا | تاريخ انضمام مصر |
| ----------- | ----------------------------------------- | ---------------------- | ---------------- |
|             | منظمة التجارة العالمية                    | ?                      | 30 يونيو 1995    |
|             | الاتحاد الدولي للاتصالات                  | 13 سبتمبر 1932         | 9 ديسمبر 1876    |
|             | المركز الدولي لتسوية المنازعات الاستشارية | 27 مايو 1993           | 2 يونيو 1972     |
|             | مؤسسة التنمية الدولية                     | 30 يونيو 1961          | 26 أكتوبر 1960   |
|             | يونسكو                                    | 19 مايو 1950           | 22 يناير 1947    |
|             | الأمم المتحدة                             | 2 نوفمبر 1945          | 24 أكتوبر 1945   |
|             | وكالة ضمان الاستثمار متعدد الأطراف        | 8 فبراير 1994          | 12 أبريل 1988    |
|             | البنك الدولي للإنشاء والتعمير             | 8 يناير 1946           | 27 ديسمبر 1945   |
|             | الاتحاد البريدي العالمي                   | ?                      | ?                |
|             | مؤسسة التمويل الدولية                     | 20 يوليو 1956          | 20 يوليو 1956    |
|             | منظمة الشرطة الجنائية الدولية             | ?                      | 7 سبتمبر 1923    |
|             | الفريق المعني برصد الأرض                  | ?                      | فبراير 2005      |

## وصلات خارجية
- موقع وزارة الخارجية الكوستاريكية
- موقع وزارة الخارجية المصرية